# ブラーデンスバーグの戦い
ブラーデンスバーグの戦い（ブラデンスバーグのたたかい、英:Battle of Bladensburg）は、米英戦争の終盤の戦いである。ここでアメリカ軍が敗れたことで、首都ワシントンD.C.はイギリス軍によって占拠され、ホワイトハウスなどの公共建築物が放火された（ワシントン焼き討ち）。

## 背景
ドイツ・フランス戦役 (1813-1814年)によりフランス皇帝ナポレオン・ボナパルトが失脚、エルバ島に流された事でヨーロッパにおける戦乱は一旦終結し、イギリスはアメリカ大陸に大兵力を動員する事が可能となった。それを受け、カナダ総督のジョージ・プレボスト卿は2方面からアメリカ合衆国に侵攻する作戦を立案、実行した。プレボスト自身はカナダの本部からニューヨーク州に侵攻する部隊を率い、シャンプレーン湖に向かった。もう1隊はロバート・ロス将軍の指揮でアメリカ大西洋岸中部のチェサピーク湾に送った。この動きに対し、アメリカ合衆国陸軍長官ジョン・アームストロングはイギリス軍の攻撃目標は戦略的には重要でないワシントン市では無く、軍事的な要衝であるボルチモアであると考えていた。しかし、イギリス軍はボルチモアとワシントン両方を攻撃目標にしていた。プレボストの思惑は、アメリカ軍によって焼き払われたカナダのアッパー・カナダ（現在のオンタリオ州）の首都ヨーク市（現在のトロント市）の報復であった。
ロスの部隊は1814年8月にメリーランド州に上陸、パタクセント川に沿って進軍した。一方、迎撃するアメリカ軍の指揮官、ウィリアム・ワインダー准将は1813年7月のストーニー・クリークの戦いで捕虜になり、直近の捕虜交換で復帰した、有能とは言い難い人物であった。彼の直属の部隊は竜騎兵120及び正規兵300であったが、それに加えて民兵1,500人を動員した。また、開戦日までには増援部隊として更に5,000名の民兵が到着しつつあった。しかしこの民兵達は訓練が行き届かず、装備も貧弱であった。アメリカ軍は数的には勝っていたものの、ヨーロッパから転戦した経験豊富なイギリス正規兵と対峙することを余儀なくされた。
南進するワインダー軍は8月21日、ロング・オールド・フィールズとウッド・ヤードの近く、アッパー・マールボロでイギリス軍と対峙した。イギリス軍の動きから、ブラデンスバーグがワシントンを防衛する要になることが明らかであった。ブラデンスバーグを死守すれば、ボルチモアとアナポリスへ至る道路を確保する事が出来、その道路から援軍がこちらに向かっているはずであった。イギリス軍がワシントンに向かうとすればその進路は2つしかなく、そのうちの1つであるアナコスティア川の東流は容易に渡河が可能であるため、こちらの守備を固める事にした。部下の将軍、トビアス・スタンスベリーに「ブラデンスバーグの前の最善の位置に陣取り...攻撃を受けた場合はできるだけ長く抵抗すること」と命令を下した。
将軍スタンスベリーはレーガン、シャッツ、スターレットの各連隊、ピクニーのライフル狙撃隊および砲兵隊を町の直ぐ東にあるローンズヒルに布陣させた。アナポリスからの道路はこの丘で分岐し、アッパー・マールボロからの道路はその右と後を通っていた。ワシントン、ジョージタウンおよびボルチモアに向かう道はその背後で交差していた。この位置からは通信線を確保しながらイギリス軍が近づいてくる様子を俯瞰できた。
8月23日午前2時30分、スタンスベリーにワインダーからの伝令が到着、ワインダー軍が東流を渡って後退し下流の橋を焼くつもりであることを伝えてきた。スタンスベリーは驚愕し、右翼の情勢が変わったのではないかという根拠の無い思い込みに捕われた。既に配置を済ませていた部隊の防御を固めようとはせず、直ぐに宿営地を引き払うことを指示、疲れた兵士達を率いてブラデンスバーグ橋を渡った。そしてこの橋を焼く事も無く、1.5マイル (2.4 km)離れたレンガ工場まで兵を進めた。この事で、かれらは全ての戦術的な利点を失った。スタンスベリーはそこから更にワシントンの東、ブラーデンスバーグの町からポトマック川の東流を渡り、西岸に陣を構えて防御を固めたが、その配置は最善とは言い難かった。

## 戦闘

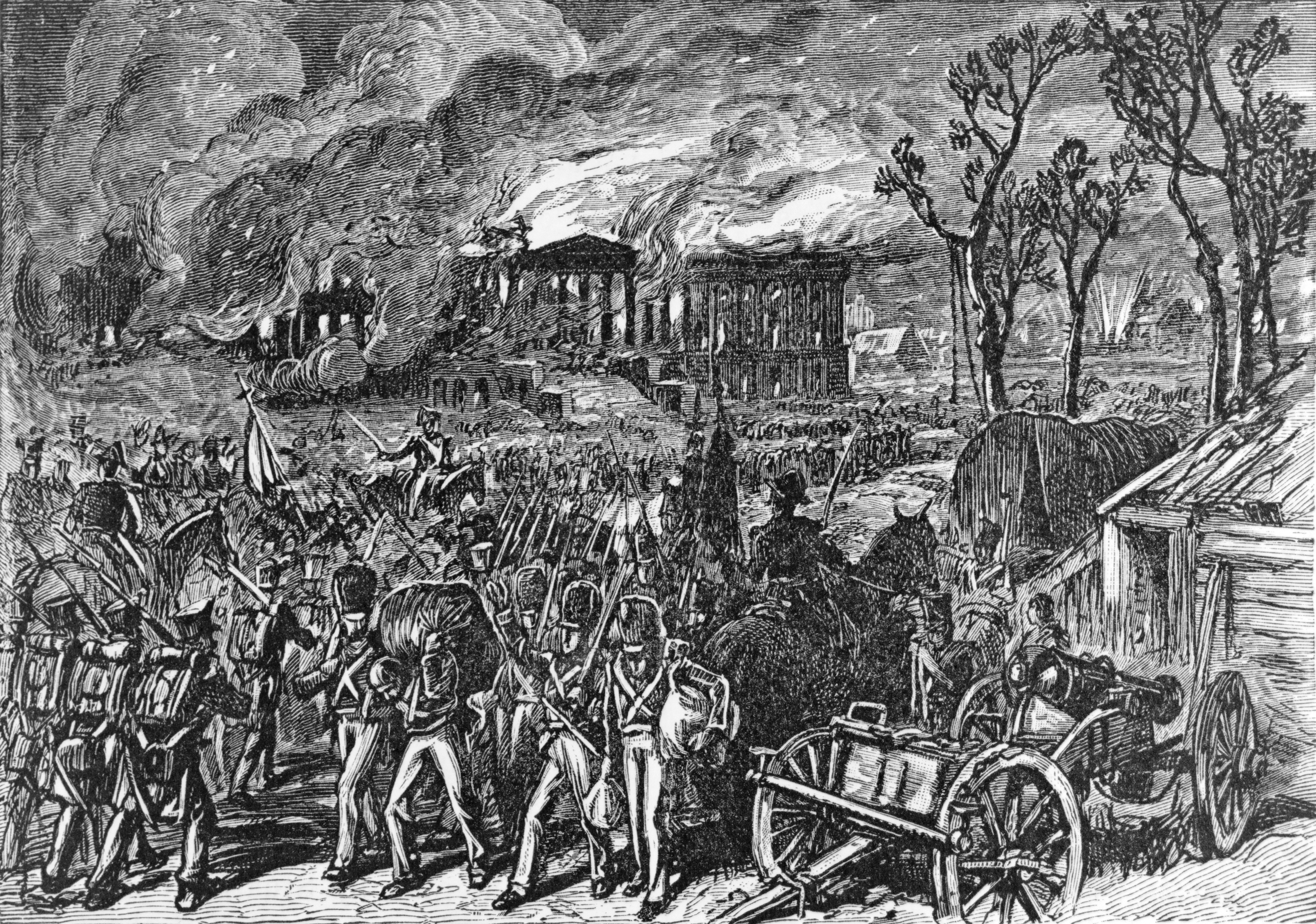
ブラーデンスバーグの戦いでの勝利に続いて、イギリス軍はワシントンに入り、政府や軍隊の建物を焼いた。

8月24日の正午頃、ロスはブラーデンスバーグに軍を進めた。スタンスベリーの採った戦術的な誤りは直ぐに露見した。高地に陣を敷いていればイギリス軍は攻撃の際、相当の損失を覚悟しなければならなかった。また、ブラデンスバーグのレンガ構造物を間に合わせの砦としておれば、イギリス軍をやはり損失の多い市街戦に引きずり込む事が出来たであろう。また、橋を焼き落としていなかったので、そこも守る必要もあった。スタンスベリーは歩兵を川岸から遠く離れ配置していたため、河を渡る敵軍を抑えることができなかった。橋の北に配置されたボルチモア砲兵隊は強力な砲台を持っていたが、融通が利かず、橋が確保されるのを防ぐには斜めから撃つしかなかった。前線を視察するため馬で訪れたジェームズ・マディソン大統領は、橋の近くで危うく捕虜になる所であった。
戦闘開始後、アメリカ軍の第一列はイギリス軍正規兵を前にたちまち総崩れとなった。第二列にいたジョシュア・バーニー海軍准将の指揮する400名の水兵や海兵がカットラス（剣）やパイク（槍）による白兵戦で抗戦したものの、援護を受けることができず、後退を余儀なくされた。この戦いでバーニーは太腿にマスケット銃の弾をうけて重傷を負い捕虜になった。ワインダーは退却の際にも適切な指示ができなかったので、民兵達は当ても無く逃げ惑うばかりでまともに撤退出来なかった。
混乱し、隊列を乱したアメリカ軍の退却の様子は当時見物であったらしく、1816年に作られた詩により「ブラーデンスバーグの競走」と呼ばれることになった。アメリカの民兵はワシントンの市街地を逃走し、マディソン大統領も連邦政府の役職者たちと共にその後に続いた。歴史のある絵画や工芸品がホワイトハウスから運び出されたのは、大統領夫人ドリー・マディソンの指示によるものであった。その日の夜、イギリス軍は抵抗を受けることなくワシントン市に入り、ホワイトハウスなどに火を放った（ワシントン焼き討ち参照）。

## 参戦した部隊

### イギリス軍
- 歩兵隊
  - 第4（キングス・オウン）歩兵連隊
  - 第21（ロイヤル・ノースブリティッシュ・フュージリアーズ）歩兵連隊
  - 第44（イースト・エセックス） 歩兵連隊
  - 第85（バックス・ボランティアーズ） 軽歩兵連隊
  - イギリス海兵隊